# 山銀保証サービス
山銀保証サービス株式会社（やまぎんほしょうサービス）は、山形県山形市に本社を置く企業。

## 概要
山形銀行で取り扱うローン等の審査業務、保証業務を担っている企業である。
2010年（平成22年）4月1日、木の実管財株式会社（2010年3月19日付で、やまぎんジェーシービーカードより改称）の、信用保証業務を譲受し、同行グループにおける信用保証業務を集約した。